# Iblis

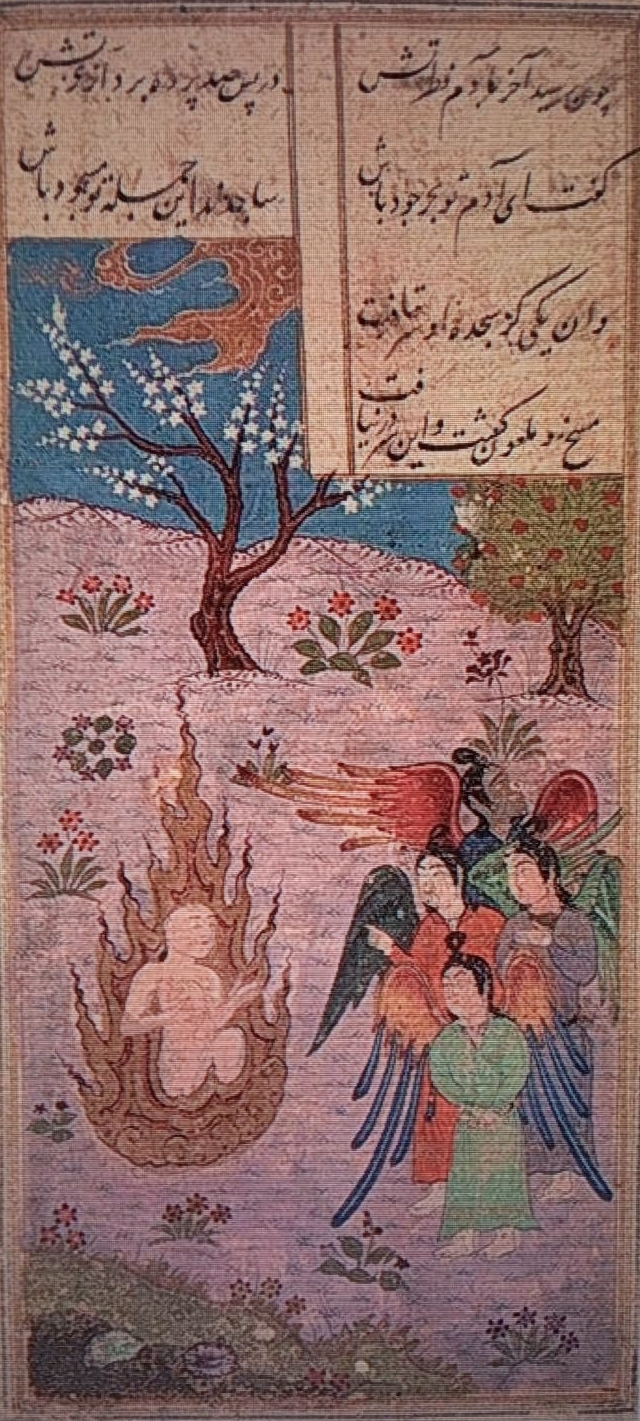
Die Engel begegnen Adam und teilen mit Iblīs, obgleich in geringerem Maße, eine abgeneigte Haltung gegenüber Gottes neuer Schöpfung. Iblīs wendet sich trotzend von Adam ab und dreht seinen Kopf zur Seite. Nach manchen Traditionen wurde Iblīs als ein schöner Engel namens ʿAzāzīl erschaffen und wird als solcher hier dargestellt. Seine dunkle Haut zeigt seinen bevorstehenden Fall, aber er trägt noch immer die Flügel und die Haare eines Engels. Darstellung aus einem Manuskript aus Manṭiq al-ṭayr (Die Konferenz der Vögel) von Farīd al-Dīn ʿAṭṭār. Iran, Schiraz, 899/1494.

Iblis oder Eblis (persisch und arabisch إبليس, DMG Iblīs; als Kontraktionsform vermutlich abgeleitet von altgriechisch Διάβολος diábolos, deutsch ‚Durcheinanderwerfer, Teufel‘) – in islamischer Tradition namentlich auch Azazil (arabisch عزازل, DMG ʿAzāzil) – ist eine mit dem Satan des Tanachs vergleichbare Gestalt im Islam und der iranischen Mythologie. Anders als der christliche Teufel, ist er kein Feind Gottes, sondern sein Werkzeug zur Prüfung der Menschen (und Dschinn). Zudem gilt er als Oberhaupt der Diw. Die Bezeichnungen Satan und Iblis sind im Islam meist austauschbar. In einer symbolischen Auslegung steht Iblis für jemanden, der zwar Gott verehrt, die Menschen aber nicht als dessen Geschöpfe würdigt. In Teilen des Sufismus übernimmt Iblis die Rolle des Meisters der kosmischen Illusion und fungiert ähnlich wie das indische Prinzip Maya oder Mara. Als solches verkörpert Iblis einen kosmischen Schleier, der den immanenten Aspekt Gottes (Liebe) verbirgt und von seinem transzendenten Aspekt (Zorn) trennt.

## Iblis im Koran
Mehrere Male wird er im Koran genannt. Hier ist Iblis ein aus Feuer geschaffenes Wesen, das im Himmel residiert. Als ihm Allah die Niederwerfung vor Adam befiehlt, verweigert er diese und wird aus dem Himmel verstoßen. Darauf wird er als Führer der Ungläubigen erwähnt (Sure 26:95), welcher deren Hochmut bestärkt (Sure 34:20). Als Gott sagte, er werde einen Nachfolger auf Erden erschaffen, sprachen die Engel: „Willst Du auf ihr jemanden einsetzen, der auf ihr Unheil anrichtet und Blut vergießt, wo wir doch Dein Lob preisen und Deine Herrlichkeit rühmen?“ (Sure 2:30). Gott erzählte den Engeln, dass er etwas wisse, was die Engel nicht wüssten, und befahl den Anwesenden, sich vor Adam niederzuwerfen. Da Iblis den Menschen jedoch als minderwertig betrachtete, weigerte er sich und bat Gott um eine Frist, zu beweisen, dass die Menschen unwürdig seien, indem er sie irreführen würde: „O mein Herr, gewähre mir eine Frist bis zu dem Tage, an dem sie auferweckt werden. Gott sprach: Also wird dir die Frist gewährt, bis zum Tage einer vorbestimmten Zeit.“ (Sure 38:80). So wurde er zum Satan, der die Menschen zum bösen und unrechten Handeln bewegt.

## Geschichte Iblis’ in islamischen Sagen und Koranexegese

### Zugehörigkeit
Bezüglich der Zugehörigkeit Iblis' gibt es im Islam unterschiedliche Auffassungen. Entscheidende Kriterien seiner Zuordnung sind sein Aufenthalt im Himmel, der an die Engel adressierte Befehl, seine Erschaffung aus Feuer und die Erwähnung des Wortes 'Dschinn' in Sure 18:50. Der Disput über die Bedeutung des Verses in Sure 18:50, in dem es heißt „kana min al ginni“, geht auf die unterschiedliche Leseart von ʿAbdallāh ibn ʿAbbās und Al-Hasan al-Basrī zurück. Während Al-Hasan al-Basrī den Begriff verstand, um Iblis von den Engeln zu unterscheiden, deutet ʿAbdallāh ibn ʿAbbās den Vers als eine nisba für den Begriff Dschanna und bezeichnet ein Wesen, das im Paradies erschaffen wurde (i.e. ein Engel), während die Dschinnen auf der Erde aus einem Gemisch aus Luft und Feuer erschaffen wurden.
Auch wenn viele zeitgenössische Vertreter, insbesondere unter Vertretern salafistischer Auslegungen, auf die Unfehlbarkeit der Engel bestehen, war die Vorstellung von einer möglichen Fehlbarkeit der Engel im klassischen Islam verbreitet. Bei At-Tabarī taucht, in der Diskussion um das Wesen von Iblis, die Vorstellung von sündlosen Engeln nicht auf. Die Interpretation des Korans nach ʿAbdallāh ibn ʿAbbās hält Engel nicht für sündlos und erlaubt ihre Fehlbarkeit. Je nach Leseart, Auslegung und Tradition etablierten sich unter islamischen Gelehrten unterschiedliche Auffassungen bezüglich seiner Zugehörigkeit, die in etwa in den folgenden Auslegungen zusammengefasst werden können:
- Nach Ibn Abbas gehörte Iblis einer Gruppe von aus Feuer erschaffenen Engeln an, die Dschinn genannt wurden.[10] Dschinn bezieht sich hierbei nicht auf die Spezies der Dschinn, die ebenfalls im Koran genannt werden. Stattdessen würden sie nach den Paradiestoren benannt worden sein. Sowohl diese Gattung der Engel wie auch die Dschinnen seien aus Feuer erschaffen, doch die Dschinnen aus einem Gemisch von Feuer und Wind, und jene Gruppe von Engeln aus dem Feuer des Samums. Die übrigen Engel seien aus Licht erschaffen. Aufgrund der phonetischen Ähnlichkeit zwischen der Worte Feuer (nar) und Licht (nur) konnten Engel, erschaffen aus nar, auch als aus heißem Licht erschaffen gedeutet und in Einklang mit der generellen Vorstellung, dass Engel aus Licht erschaffen wurden, gebracht werden.[11]

- Nach al-Hasan al-Basrī war Iblis ausdrücklich nie ein Engel gewesen. Stattdessen sei er Stammvater der Dschinn, so wie Adam als Stammvater der Menschheit gilt. Somit war Iblis der einzige der Dschinn, der im Himmel erschaffen wurde und der einzige unter den Engeln, der aus Feuer erschaffen wurde und über einen freien Willen verfügte. Da er zu den anwesenden Geistwesen gehörte, gelte der Befehl an die Engel sich zu verneigen auch ihm.[12]

- Eine weitere Tradition hält fest, dass Iblis ein Engel war, der seinem Verhalten nach ein Dschinn gewesen sei und daher in einen solchen verwandelt wurde. Da er sich vor niemanden außer Gott verneigen wollte, verweigerte er Gottes Befehl und wurde somit aus dem Himmel verbannt. Auf Erden wurde sein Name aufgrund seiner Enttäuschung zu Iblis. Diese Vorstellung begründete Al-Baidāwī damit, dass Iblis in Sure 2 eindeutig ein Engel sei, während er in Sure 18, zu einem späteren Zeitpunkt, eindeutig zu den Dschinnen gehöre.

### Weitere Referenzen zu Iblis im Koran
Während der Koran Iblis namentlich fast ausschließlich im Zusammenhang mit der verweigerten Verneigung vor Adam nennt, kennt die Koranexegese noch weitere Referenzen zu Iblis. So würde das in al-Mutaffifīn genannte Wort Sidschdschin, den Grund der Hölle bezeichnen, auf dem Iblis, seit seinem Fall, angekettet weilt. Von dort aus entsendet er seine Armee von Satanen aus um die Menschen und Dschinnen irre zu leiten.
Al-Anbiya bezeichnet Gottes Engel als seine loyalen Boten und warnt davor, sollten sie sich selbst Göttlichkeit zu schreiben, dass sie mit der Hölle bestraft werden. Die Warnung habe sich mit Iblis' Arroganz erfüllt. Diese Deutung taucht hauptsächlich bei jenen Gelehrten auf, die ihn zu den Engeln zählen.
Ein Unterschied zwischen der christlichen Vorstellung des Höllensturzes und dem Verständnis des Engelfalls der islamischen Tradition besteht darin, dass sich der christlichen Glaubensauffassung nach die Engel gegen Gott erhoben haben, während die islamische Tradition festhält, dass Allah die Engel ihres Dienstes entlassen habe nach dem diese ihren Zweck nicht länger erfüllen wollten.

### In den islamischen Legenden

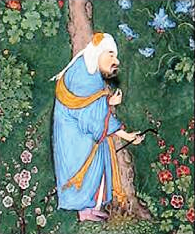
Darstellung des Iblis in einer Schahname-Ausgabe

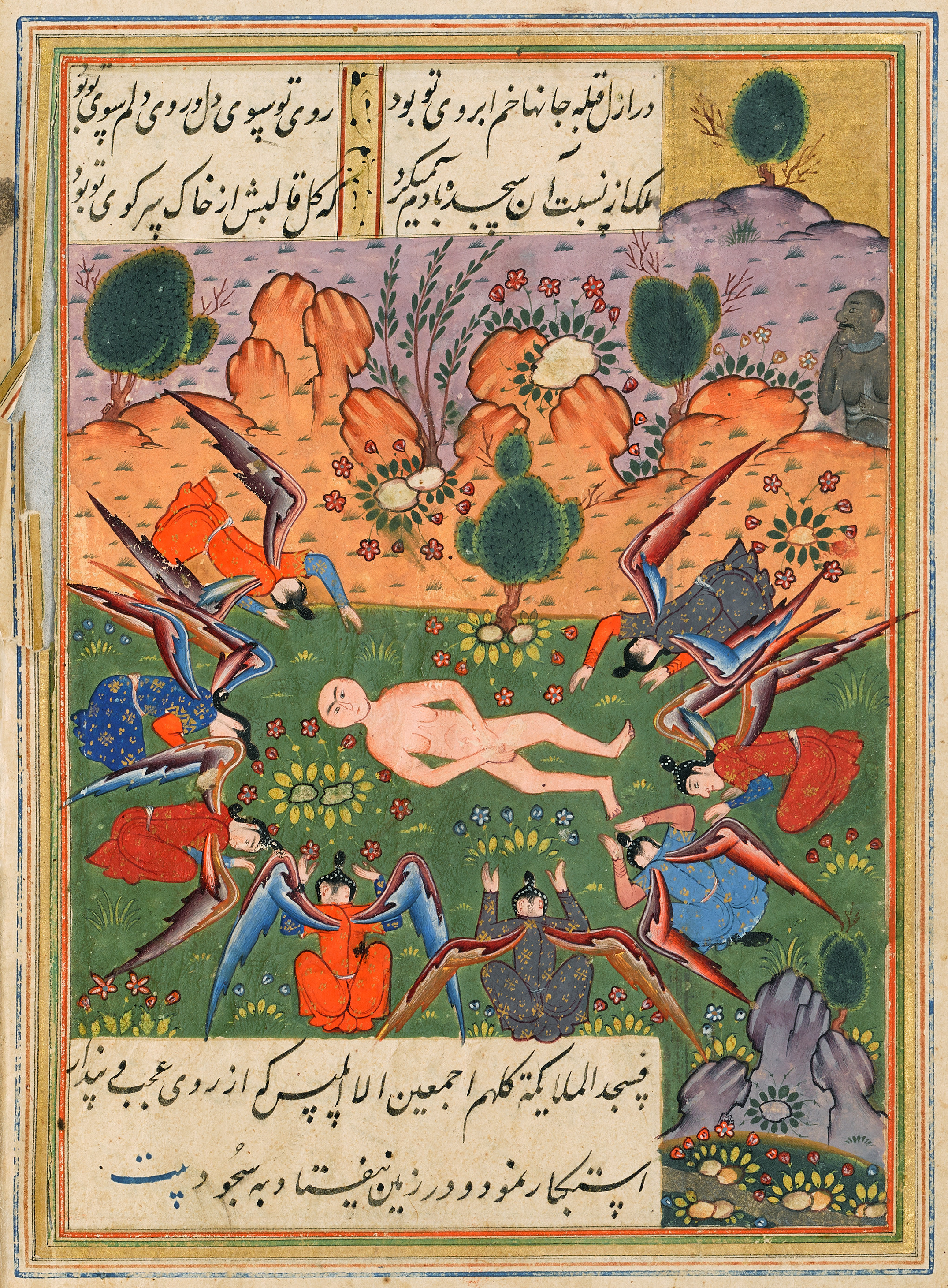
Iblis (oben rechts) verweigert sich der Niederwerfung, Illustration aus einer persischen Handschrift des 16. Jahrhunderts

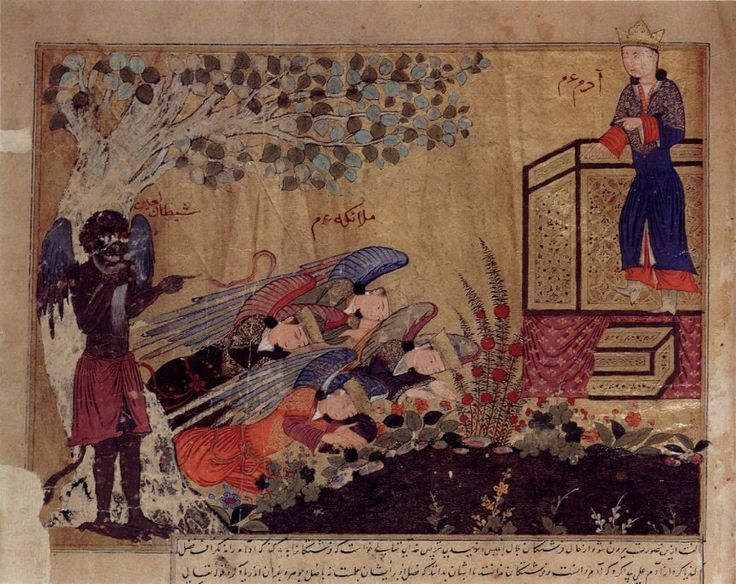
Darstellung von Iblis aus den Annalen von al-Tabari

Islamische Legenden erzählen von dem Aufstieg von Iblis, der letztendlich in seinem Fall münden soll. Demnach hätten eine Vielzahl von Dämonen vor der Erschaffung der Menschen auf Erden gelebt. Diese wurden Tausende von Jahren von dem König Al Dschann regiert, dessen Name dabei aus dem Koran stammt und auch in der islamischen Exegese als Stammvater des Dämonengeschlechts gilt. Auch die Pyramiden von Gizeh gelten als Überreste aus der Herrschaftszeit des Dschanns. Als Dschann den Himmel erboste, wurde dieser von Iblis im Auftrag Gottes gestürzt. Dabei wird er von den Diw unter den Dämonen unterstützt. Fortan regierte Iblis über die irdische Welt und steigerte seinen Hochmut, der den eigenen Sturz nach sich zog, als er den Befehl, sich vor dem neu erschaffenen Adam zu verneigen, verweigerte. Die ihm treuesten Dämonen seien daraufhin mit ihm in die Hölle geworfen worden.

## Sufistische Exegese
Sufistische Konzepte leiten sich aus den Diskussionen des Kalām ab und entwickelten zwei Ausrichtungen der Bewertung der islamischen Teufelsfigur. Eine davon interpretiert Iblis' Weigerung, sich vor Adam zu verneigen, als ein Zeichen seiner Loyalität gegenüber Gott und schreibt ihm damit eine positive Rolle zu. Der androhenden Strafe trotzend beharrt Iblis darauf, sich vor niemanden außer Gott niederzuwerfen. In der Verbannung habe Iblis schließlich die wahre Einheit mit Gott gefunden (Coincidentia oppositorum). Diese Interpretation ist in der islamischen Scholastik als Tawḥīd-i Iblīs (Satans Monotheismus) bekannt. Die andere Interpretation beschreibt Iblis weniger löblich. Diese führt Iblis' Weigerung nicht auf übermäßige Liebe zu Gott, sondern auf aus Hochmut resultierender spiritueller Blindheit zurück. In diesem Zusammenhang spricht Rumi auch von dem einäugigen Engel, der unfähig ist, die spirituelle Wirklichkeit zu sehen.

### Tawḥīd-i Iblīs
Nach manchen islamischen Mystikern wie al-Hallādsch, Fariduddin Attar und al-Ghazālī stellt Iblis einen strengen Monotheisten dar, der einer drohenden Strafe trotzend den Befehl verweigert, sich vor etwas anderem als Gott zu verneigen. Eine Geschichte, die Wahb ibn Munabbih zugeschrieben wird, stellt dabei die aggadische Grundlage der jener Interpretation. Demnach habe Moses Iblis auf seinem Weg zum Berg Sinai begegnet. Iblis tadelt Moses dafür, dass er sich zur Kommunikation mit Gott dem Berg Sinai zuwenden muss, während er durch seine Liebe Gott als allgegenwärtig erfahren kann. Daraufhin erwidert Moses, Gott habe offensichtlich kein Gefallen an Iblis gehabt, wurde seine Gestalt doch von der eines Engels in die eines Satans (al-mala ikiyati ila s-saytaniyati) verwandelt habe. Daraufhin entgegnet Iblis, dass Gestalten nur vorübergehende Zustände seien, seine Liebe zu Gott aber ewig bestehen würde. Vor seinem Fall habe Iblis Gott nur sich selbst zuliebe angebetet, in seiner Verbannung jedoch würden seine Gebete selbstlos und bewiesen damit die Aufrichtigkeit seiner Liebe.
Der persisch-irakische Sufi und Dichter al-Hallādsch (857–922) deutet Iblis als den Geliebten Gottes. Annemarie Schimmel (1995) schreibt hierzu: „In gewissen mystischen Kreisen versuchte man eine Art Rehabilitierung des Satan. Offenbar wurde dieser Gedanke zuerst von Hallādsch formuliert: Satan rühmte sich, Gott Tausende von Jahren gedient zu haben, ehe noch Adam geschaffen war, und sein Stolz, aus Feuer geschaffen zu sein, läßt ihn dem Befehl, sich vor dem staubgeschaffenen Adam niederzuwerfen, zuwiderhandeln. Hallaj erkannte nur zwei echte Monotheisten an, nämlich Muhammad und Satan; aber während Muhammad der Kämmerer der göttlichen Gnade ist, wird Iblis zum Schatzmeister des göttlichen Zornes.“
Diese Darstellung hielt Einzug in den späteren sunnitischen Diskurs. Ahmad al-Ghazālī beschreibt Iblis als ein Vorbild für selbstlose Hingabe. Er schreibt: "Wer auch immer keinen Monotheismus von Iblis lernen kann, der ist ein Häretiker (zindīq). Sein Schüler ʿAdī ibn Musāfir übernahm diesen Ansatz zur Bewertung von Iblis und lehrte, dass Iblis' Ungehorsamkeit von Gott gewollt sein müssen, da Gott sonst machtlos wäre. Gott könne aber nicht machtlos sein, weshalb Iblis im Einklang mit Gottes Willen gehandelt haben muss. Seine Lehre beeinflusste die jesidische Vorstellung von Melek Taus. Während Jesiden bis zur Moderne friedlichen mit ihren sunnitischen Nachbarn zusammenlebten, führte die Vereinigung der positiven Bewertung von Iblis mit Melek Taus ihnen bei Muslimen und Christen die Zuschreibung als Teufelsanbeter ein.

### Der kosmische Schleier
Im Rahmen der sufistischen kosmologischen Lehre bezeichnet Al-Insān al-kāmil (der perfekte Mensch) eine Manifestation der göttlichen Eigenschaften in menschlicher Form. Dies ist allerdings nicht im Sinne einer Inkarnation zu verstehen. Vielmehr gleiche der perfekte Mensch einem Spiegel, der die göttlichen Eigenschaften reflektiert. Als Gott den Engeln befahl sich vor Adam zu verneigen, sollten sie diesen besonderen Status anerkennen. Iblis jedoch verweigerte den Befehl, da er aufgrund seiner mangelhaften spirituellen Erkenntnis den immanenten Aspekt Gottes nicht verstehen konnte.  Durch seinen Versuch Götzendienst zu vermeiden wird er, durch seine Unfähigkeit die Götzen (die äußere Realität) zu durchschauen, zum Innenbegriff des Götzendieners. Ohne den immanenten Aspekt Gottes (Liebe), kann Iblis nur den transzendente Aspekte (Zorn) verstehen (und widerspiegeln).
Muhyī d-Dīn Ibn ʿArabī und Dschāmi beschreibt diejenigen, die die Einheit Gottes nicht begreifen und Gott als von seiner Schöpfung trennen, als die Jünger von Iblis. Wie ihr Lehrmeister sind sie im Labyrinth der illusionären Bilder gefangen, unfähig das alles durchdringende unterliegende göttliche Prinzip zu erkennen. In seiner Ignoranz schwebt Iblis lediglich über der Oberfläche der sichtbaren Dinge und diejenigen, die er irre führt, erleiden das gleiche Schicksal. Die Sufi Autoren, Sana'i, Ayn-al-Qużāt Hamadānī, Ruzbihan Baqli, Attar, und Rumi, konzeptualisierten unabhängig voneinander eine ähnliche Darstellung von Iblis und seiner Funktion im Kosmos. Iblis selbst bleibt dabei stets Teil des Universums und stellt keine eigenständige Realität dar. Er ist Gottes Schleier, das sichtbare Universum, welches Gott vor den Unwürdigen versteckt.
Al-Quzat bring die Struktur des Kosmos mit dem Glaubensbekenntnis in Verbindung: "Lā ist der Kreis der Verneinung. Man muss zuerst einen Schritt in diesen Kreis setzen, darf hier aber nicht anhalten oder verweilen. (...)". Jene, die im Kreis von lā stehen bleiben, verehren lediglich ihre irdenen Verlangen (Nafs) statt Gott. Nur jene, die bis zu ʾillā 'llāh vordringen, kommen an Iblis, dem Schatzmeister Gottes, vorbei. Als solches, unwissentlich, verkörpert , leidet, und reflektiert die dunklen und grimmigen Aspekte Gottes, der Gottes Zorn verkündet und als Strafengel Gottes Urteil ausführt. Die Funktion von Iblis als Verkörperung der Trennungen im Universum zur Liebe und Einheit Gottes, sei daher, nach der sufistischen Mystik notwendig, weil erst eine Illusion der (im Islam trotz der Abspaltung des Iblis nicht gesehenen) Dualität entstehen müsse, um nach der Einheit Gottes streben zu können.
Aufgrund der Ähnlichkeiten zwischen der Funktion von Iblis in der sufistischen Kosmologie und dem hinduistischen Vorstellung der Maya, versuchte der mogulische Prinz Dara Shikoh die sufistische Lehre mit den Upanishaden zu vereinen.

## Belletristik

### Klassisch-arabische Literatur und Tausendundeine Nacht
In der klassisch-arabischen Literatur und Tausendundeine Nacht tritt Iblis in mehreren Erzählungen in Erscheinung, so in Ibrahim al-Mausili und der Teufel (ANE 217), Ishaq al-Mausili, die Sklavin und der Teufel (ANE 221) und Die Sklavin Tuhfat al-Qulub (ANE 339), wobei er vielfach nicht als negative Figur dargestellt wird.

### Andere
Hafis greift das Motiv der islamischen Engelsverneigung in seinen Ghaselen auf. Die Engel preisen den Schöpfer unaufhörlich, doch fehle es ihnen an Leidenschaft. Erst der Mensch könne Allah mitsamt Emotionen verherrlichen. Iblis, der sich bekanntlich weigert Adam Ehre zu erweisen, wird als Hochstapler beschrieben. Auch wenn dieser behaupte aus Liebe (zu der er gar nicht fähig ist) Allah zu verehren, wäre es reine Missgunst um des Menschen Hingabe, die ihn rebellieren lässt. Die Erzählung erklärt anekdotisch, dass die Liebe zu Allah nicht einem Heuchler offenbart werden könne, sondern nur dem wahren Gläubigen vorbehalten ist.
Im Roman des englischen Autors William Beckford Vathek (1782) betritt der Protagonist das Reich von Iblis in der Form einer Unterwelt und begegnet ihn am Ende seiner Reise in Person. Im Kontrast zu monströsen Darstellung Luzifers in Dantes göttlicher Komödie stellt William Beckford Iblis als einen charmanten jungen Mann dar, dessen Augen sowohl Stolz als auch Zweifel zeigen und dessen Haare denen eines Engels gleichen.
Der ägyptische Autor Taufiq al-Hakim thematisiert in seinem Werk Al-Shahid (1953) die Notwendigkeit einer Teufelsfigur für den islamischen Glauben und die Vorbestimmung Iblis', zu jener Figur zu werden. Der Geschichte nach bereut Iblis seine Sünden und sucht Vergebung beim Papst, einem Rabbi und dem Mufti der Al-Azhar-Moschee, verbunden mit dem Wunsch, sich der jeweiligen Religion anzuschließen, wird jedoch von den Vertretern aller drei Religionen mit dem Hinweis abgewiesen, dass ein großer Teil ihres Glaubens überflüssig würde, falls der Satan von seinen Untaten ablassen würde. Woraufhin Iblis zum Himmel selbst aufsteigt und dem Erzengel Gabriel sein Anliegen vorträgt. Doch auch Gabriel schlägt ihm die Vergebung aus, denn Iblis' Sündhaftigkeit sei notwendig, damit die Welt Gottes Herrlichkeit sehen könnte. Und so steigt Iblis wieder vom Himmel herab und ruft: „Ich bin ein Märtyrer!“. Al-Hakims Erzählung wurde von vielen muslimischen Gelehrten kritisiert und als Blasphemie aufgefasst. Der salafistische Gelehrte Abu Ishaq al-Heweny bezeichnete die Geschichte als Unglaube (Kufr).